# Wilhelm Heinrich Armbruster
Wilhelm Heinrich Armbruster (* 17. August 1827 in Löchgau, Oberamt Besigheim; † 8. Januar 1848 in Backnang) war ein deutscher Fleischer und Raubmörder, der als letzter öffentlich hingerichteter Straftäter im Königreich Württemberg Bekanntheit erlangte.

## Leben
Über den Werdegang Armbrusters ist nicht viel bekannt. Er hatte eine Ausbildung zum Fleischer absolviert und galt als nicht gerade fleißig. Manche beschrieben ihn als Faulpelz, charakterlos und unbarmherzig. Ehemalige Lehrer Armbrusters erinnerten sich an Gewalttaten Armbrusters gegen seine Mitschüler. Außerdem soll er ein Tierquäler gewesen sein.

## Die Tat
An einem heißen Sommertag im Juni 1847 arbeitete Armbruster auf einem Acker bei Neckarweihingen. Von dort aus erblickte er den Unterweissacher Viehhändler Johann Gottlieb Winter, der einige Ochsen auf den Markt nach Ludwigsburg trieb. Armbruster war sich als Fleischer bewusst, dass für Ochsen hohe Preise erzielt werden können. Daher beschloss er Winter auf dem Rückweg aufzulauern und ihn auszurauben. Tatsächlich konnte Winter an dem Tag alle Ochsen mit Erfolg verkaufen und hatte 327 Gulden für die Tiere erhalten. Auf dem Rückweg schloss sich Armbruster dem Viehhändler an und verwickelte Winter in ein längeres Gespräch, um sein Vertrauen zu gewinnen. Dabei gab er vor, er wolle nach Maubach gehen, um dort eine Kuh zu kaufen. Tatsächlich trennte sich Armbruster bei Maubach von Winter und erkundigte sich zum Schein nach einer Kuh, da er nicht mit Winter gesehen werden und sich ein Alibi verschaffen wollte. Unauffällig folgte er Winter nach und holte ihn zwischen dem Ungeheuerhof und Unterweissach ein. Dort überfiel Armbruster den Viehhändler und bedrohte ihn mit einem Messer, allerdings wehrte sich Winter sehr heftig. Es kam zum Kampf und Armbruster stach mit seinem Messer mehrmals auf Winter ein. Dann entriss er dem Viehhändler den Geldbeutel, der allerdings nur einen Teil der 327 Gulden enthielt. Anschließend schnitt Armbruster seinem Opfer die Kehle durch. Spaziergänger fanden die blutüberströmte Leiche Winters kurze Zeit später.

## Ermittlungen und Festnahme
Die Polizei fand bei dem Leichnam Winters ein kleines blaues Stück Stoff, welches nicht von der Kleidung Winters, sondern von der Kleidung des Täters stammen musste. Aufgrund der beruflichen Tätigkeiten Winters und des blauen Stofffetzens (blaue Kittel waren ein Zunft-Merkmal) fiel der Verdacht sofort auf einen Metzger. Ein Einwohner von Aspach sagte gegenüber den Fahndern, er habe einen Metzger mit blutverschmiertem Hemd gesehen. Trotz aller Ermittlungen gelang Armbruster zunächst die Flucht. Erst einige Zeit später konnte er in einem Wirtshaus in Bietigheim festgenommen werden. Der bei Winters Leichnam gefundene Stofffetzen passte genau zu Armbrusters Schurz. Dieser legte auch ein Geständnis ab.

## Prozess und Hinrichtung
Am 5. August 1847 wurde Wilhelm Heinrich Armbruster angeklagt. Bei dem Prozess waren bei Armbruster keine Anzeichen von Reue erkennbar. Lediglich an den Gemälden im Gerichtssaal zeigte Armbruster Interesse. Als ihn der vorsitzende Richter fragte, ob er denn nichts zu seiner Verteidigung vorzubringen habe, antwortete Armbruster mit einem einfachen nein, was viele Zuschauer verwunderte. Das Todesurteil erging am 14. Dezember. Am 8. Januar 1848 erfolgte die öffentliche Hinrichtung Armbrusters durch Enthauptung mit dem Schwert. Etwa 8000 Menschen verfolgten seine Exekution auf der Bleichwiese. Es war die letzte öffentliche Hinrichtung im Oberamt Backnang und zugleich die letzte im Königreich Württemberg. Nach der Revolution von 1848 wurden öffentliche Exekutionen abgeschafft.